# Nesipelma insulare
Nesipelma insulare är en spindelart som beskrevs av Schmidt och Kovarik 1996. Nesipelma insulare ingår i släktet Nesipelma och familjen fågelspindlar. Inga underarter finns listade i Catalogue of Life.